# Dunbar (Virginie-Occidentale)
Pour les articles homonymes, voir Dunbar (homonymie).
La ville américaine de Dunbar est située dans le comté de Kanawha, dans l’État de Virginie-Occidentale. Lors du recensement de 2010, sa population s’élevait à 7 907 habitants. Superficie totale : 7,4 km2 (2,8 mi2).

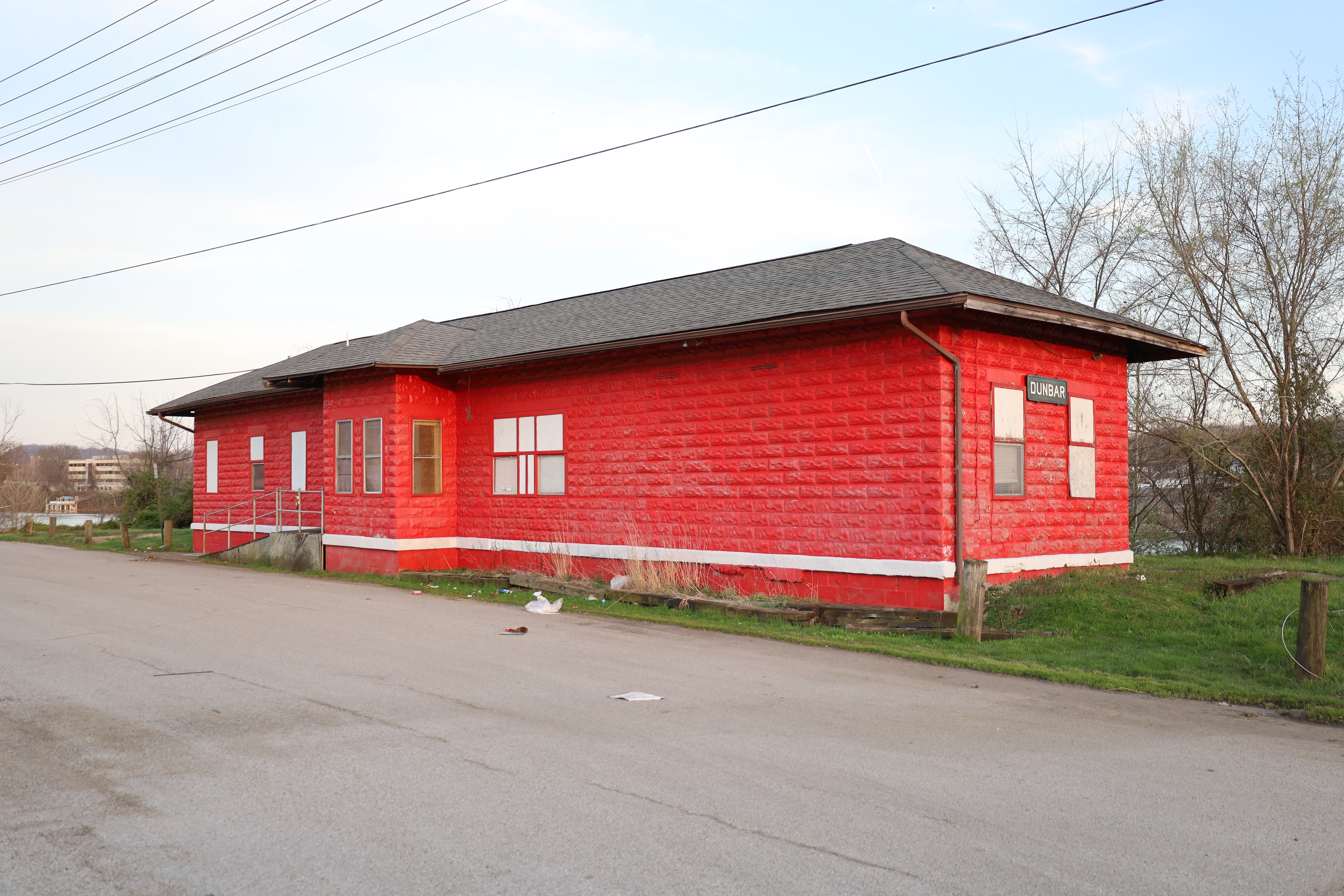
Gare abandonnée de Dunbar du Kanawha and Michigan Railroad en 2022

Municipalité depuis 1921, Dunbar doit son nom à l'avocat et banquier Dunbar Baines, originaire de la ville voisine de Charleston.